# Linda-a-Velha
Linda-a-Velha era una freguesia portuguesa del municipio de Oeiras, distrito de Lisboa.

## Historia
Fue suprimida el 28 de enero de 2013, en aplicación de una resolución de la Asamblea de la República portuguesa promulgada el 16 de enero de 2013 al unirse con las freguesias de Algés y Cruz Quebrada-Dafundo, formando la nueva freguesia de Algés, Linda-a-Velha e Cruz Quebrada-Dafundo.

## Patrimonio
- Academia Recreativa de Linda-a-Velha.
- Capilla de Nuestra Señora del Cabo.
- Edificio de la Kodak Portuguesa, Lda.
- Escuela de Música y Baile de Nuestra Señora del Cabo.
- Iglesia de Nuestra Señora del Cabo.
- Jardín de los Plátanos y Parque Aventura.
- O Mergulho da Sereia, Central Park (Rotunda).
- Palacio de los Arciprestes (Fundación Marqués de Pombal).